# Isone
Isone és un municipi del cantó de Ticino (Suïssa), situat al districte de Bellinzona.